# Дионисий Михаил
Дионисий Михаил Говделас (на гръцки: Διονύσιος Μιχαήλ Γοβδελάς, Дионисиос Михаил Говделас) е гръцки духовник, епископ на Цариградската патриаршия.

## Биография
Роден е около 1725 година в коницкото село Зерма или в олимпийското Рапсани в семейството на родители от Зерма. Живее в Солун и на Света гора, където учи при Евгениос Вулгарис. Занимава се и със зография. Директор е на училището в Кожани (1754/1755).
Дионисий заема платамонския епископски престол в Амбелакия в 1763 година. В Рапсани Дионисий, който има прогресивни възгледи за образованието, основава първото училище, което бързо процъфтява.
Умира през януари 1794 година.